# Ustrzesz
Ustrzesz – wieś w Polsce położona w województwie lubelskim, w powiecie radzyńskim, w gminie Radzyń Podlaski. Obok miejscowości przepływa Białka, niewielka rzeka dorzecza Wisły.
Wieś szlachecka położona była w drugiej połowie XVI wieku w ziemi łukowskiej województwa lubelskiego. 
W latach 1975–1998 miejscowość administracyjnie należała do województwa bialskopodlaskiego.
Wieś jest sołectwem w gminie Radzyń Podlaski. Według Narodowego Spisu Powszechnego z roku 2011 wieś liczyła 575 mieszkańców.
Wierni Kościoła rzymskokatolickiego należą do parafii św. Anny w Radzyniu Podlaskim.
Od 28 czerwca 2024 roku funkcjonuje przystanek kolejowy Ustrzesz na przechodzącej przez miejscowość linii kolejowej nr 30 Łuków – Lublin.